# Linsell
Linsell är en småort i Linsells distrikt i Härjedalens kommun och kyrkbyn i Linsells socken. Orten ligger längs riksväg 84, cirka 32 km nordväst om Sveg. Linsell är kyrkort med Linsells kyrka.
Det finns bra fiske i Ljusnan vid forsområdet Linsellborren. I Linsellsjön finns bra badvatten.

## Befolkningsutveckling
| Befolkningsutvecklingen i Linsell 1960–2015   | Befolkningsutvecklingen i Linsell 1960–2015 | Befolkningsutvecklingen i Linsell 1960–2015 | Befolkningsutvecklingen i Linsell 1960–2015 | Befolkningsutvecklingen i Linsell 1960–2015 |
| --------------------------------------------- | ------------------------------------------- | ------------------------------------------- | ------------------------------------------- | ------------------------------------------- |
|                                               |                                             |                                             |                                             |                                             |
| År                                            |                                             |                                             | Folkmängd                                   | Areal (ha)                                  |
| 1960                                          | 1960                                        |                                             | 203                                         |                                             |
| 1990                                          | 1990                                        |                                             | 70                                          | 27#                                         |
| 1995                                          | 1995                                        |                                             | 82                                          | 30#                                         |
| 2000                                          | 2000                                        |                                             | 70                                          | 31#                                         |
| 2005                                          | 2005                                        |                                             | 66                                          | 31#                                         |
| 2010                                          | 2010                                        |                                             | 68                                          | 30#                                         |
| 2015                                          | 2015                                        |                                             | 73                                          | 65#                                         |
| Anm.: Upphörde som tätort 1965. # Som småort. |                                             |                                             |                                             |                                             |